# Dave Kitson
David „Dave“ Barry Kitson (* 21. Januar 1980 in Hitchin) ist ein ehemaliger englischer Fußballspieler auf der Position eines Stürmers.

## Karriere

### Karrierebeginn bei Hitchin Town
Der in Hitchin, Hertfordshire, geborene Kitson begann seine aktive Karriere als Fußballspieler bei seinem Heimatverein Hitchin Town. Dort durchlief er verschiedene Jugendspielklassen und kam ab 1998 auch in der Herrenmannschaft des Non-League-Klubs zu insgesamt sechs Pflichtspieleinsätzen. Seinen Lebensunterhalt bestritt er als Filialmitarbeiter der Supermarktkette J Sainsbury. 2000 wechselte er in die kleine Ortschaft Arlesey in Bedfordshire, wo er beim Isthmian-League-Klub Arlesey Town unter Vertrag genommen wurde. In seiner einzigen Spielzeit beim Verein erzielte der gelernte Stürmer 16 Tore bei nur 19 Ligaeinsätzen.

### Wechsel zu Cambridge United
Nachdem Kitson im Jahre 2001 in einem Spiel gegen die Reservemannschaft von Cambridge United im Einsatz war und dabei auf sich aufmerksam machte, wurde er in weiterer Folge Mitte März 2001 von ebendiesem Klub unter Vertrag genommen. Bei der Mannschaft, die ihren Spielbetrieb zum damaligen Zeitpunkt noch in der drittklassigen Football League Second Division hatte, kam der junge Mittelstürmer während der Saison 2000/01 noch zu insgesamt acht Ligaeinsätzen, in denen er ein Mal zum Torerfolg kam. Mit dem Team schrammte er am Saisonende knapp an einem Abstieg in die Viertklassigkeit vorbei, wobei die Mannschaft nur zwei Punkte auf den nächstgelegenen Absteiger Bristol Rovers hatte.
Die Saison 2001/02 verlief für Cambridge United sportlich gesehen sehr schlecht. Nachdem die Mannschaft bereits in der Frühphase der Spielzeit in die hinteren Tabellenränge abrutschte, konnte sich das Team schlussendlich nicht mehr von dort lösen und beendete die Saison mit nur 34 Punkten auf dem 24. und damit letzten Tabellenrang. In den 46 Ligaspielen dieser Saison war Kitson in 33 Partien im Einsatz und erzielte dabei neun Treffer. In der Folgesaison erreichte das Team im Ligageschehen der damaligen vierthöchsten englischen Liga, der Football League Third Division, in der Endtabelle mit dem zwölften Rang einen Platz im Tabellenmittelfeld. Dave Kitson war dabei mit 20 Toren in 44 Spielen einer der Hauptträger für die gute Saisonbilanz seiner Mannschaft.

### Für £ 150.000 nach Reading

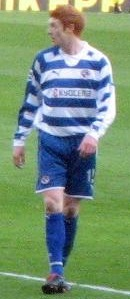
Kitson während seiner Zeit bei Reading (2007)

Nach 10 Treffern in 17 Ligaeinsätzen zu Beginn der Saison 2003/04 unterzeichnete Kitson am 26. Dezember 2003 einen Vertrag beim FC Reading, der zu dieser Zeit in der damaligen zweitklassigen Football League First Division spielte. Noch in der gleichen Spielzeit war der mittlerweile 23- bzw. 24-Jährige Mittelstürmer in 17 Meisterschaftspartien für Reading im Einsatz und kam dabei auf eine Bilanz von fünf Treffern. Mit der Saison 2004/05 in der das Team in der neugegründeten Football League Championship auftrat, avancierte Kitson zu einer Stütze in der von Erfolgstrainer Steve Coppell trainierten Mannschaft. Am Ende der Spielzeit reichte es für einen siebenten Tabellenrang. Obwohl Kitson wegen einer Verletzung für einige Spiel ausfiel, kam er in 37 Ligaspielen zum Einsatz und erzielte dabei 19 Tore. Außerdem absolvierte er eine Partie im FA Cup 2004/05, bei dem das Team bis in die vierte Runde kam. Im League Cup 2004/05 kam der FC Reading ohne Kitsons Beteiligung nicht über die zweite Runde des Bewerbs hinaus.
2005/06 bot der FC Reading über die gesamte Saison hinweg konstant gute Leistungen. Am Ende der Spielzeit rangierte der FC Reading auf Platz eins der zweithöchsten englischen Fußballspielklasse und erreichte mit 106 Punkten einen neuen Rekord. Noch nie zuvor hatte eine Mannschaft der zweiten Spielklasse eine solch hohe Punktanzahl erreicht. Der FC Reading überbot dabei den seit 1999 bestehenden Rekord des AFC Sunderland, der damals mit 105 Punkten in die Premier League aufgestiegen war. In dieser Spielzeit setzte die Mannschaft rund um Dave Kitson eine Reihe weiterer Rekorde. Unter anderem blieb das Team über 33 Meisterschaftsspiele in Folge ungeschlagen, was einen Ligarekord bedeutete, des Weiteren erreichte die Mannschaft bei ihren Heimspielen eine Gesamtpunkteanzahl von 60 bei 19 Heimsiegen – erneut Ligarekord.
Weiterer Rekord waren die +67 Tore in der Tordifferenz des FC Reading. Nie zuvor in der Geschichte kam ein Klub der zweiten englischen Stufe zu einer solch hohen Tordifferenz (gerechnet ab dem seit 1975 bestehenden System). Des Weiteren stellte die Mannschaft mit nur zwei Saisonniederlagen einen anderen Rekord ein. Dazu kamen noch einige Bestleistungen von Spielern, Kitson wurde dabei der beste Torschütze des FC Reading in der zweithöchsten Spielklasse seit Bill Johnston in den späten 20er Jahren, sowie Zuschauerrekorde und ähnliche weitere Bestleistungen. Kitson schloss die Aufstiegssaison mit 18 Toren in 34 Ligaspielen ab. Zudem kamen noch zwei Spiele im FA Cup 2005/06 hinzu, bei dem das Team bis in die vierte Runde einzog. Daneben absolvierte der 1,91 m große Mittelstürmer drei Partien im League Cup 2005/06 und erzielte dabei vier Treffer. Mit den „Royals“ schied er auch hier erst in der vierten Runde nach einer 0:3-Niederlage beim FC Arsenal aus dem laufenden Bewerb aus.
Gleich nach der Aufstiegssaison, dem ersten Erstligaauftritt in der rund 135-jährigen Geschichte des Vereins, verletzte sich Dave Kitson im ersten Spiel, einem 3:2-Sieg über den FC Middlesbrough, so schwer, dass er beinahe sechs Monate lang ausfiel und erst am 27. Januar 2007 zu seinem Comeback im Trikot der „Royals“ kam. Insgesamt kam er in seiner ersten Premier-League-Saison auf eine Bilanz von zwei Toren bei 13 Meisterschaftseinsätzen, wobei die Mannschaft den achten Tabellenplatz erreichte. Im FA Cup 2006/07 absolvierte Kitson für den FC Reading drei Spiele und kam dabei zwei Mal zum Torerfolg. Erst im Wiederholungs- bzw. Entscheidungsspiel der fünften Runde schied die Mannschaft unter der Führung von Steve Coppell gegen Manchester United mit 2:3 aus, nachdem diese bereits nach sechs Minuten mit 3:0 in Führung gegangen war. Im League Cup 2006/07 schaffte es der FC Reading ohne Kitsons Beteiligung bis in die dritte Runde, wobei das Team erst in der dritten Runde in den laufenden Bewerb einstieg und das Weiterkommen nur durch eine knappe 3:4-Niederlage gegen den FC Liverpool nicht schaffte. Ende März 2007 verlängerte Kitson seinen Vertrag beim FC Reading um weitere drei Jahre bis Juni 2010.
Bereits der Saisonstart 2007/08 begann für Kitson mit einem Negativerlebnis. In seinem ersten Saisonspiel kam er als Ersatzspieler auf den Platz und wurde nach nicht einmal einer Minute Spielzeit mit der roten Karte vom Platz geschickt, da er den Manchester-United-Akteur Patrice Evra gefoult hatte. Mit Fortdauer der Spielzeit 2007/08 entwickelte sich die Form des FC Reading immer mehr in Richtung Abstieg. Am Saisonende rangierte das Team schließlich auf dem 18. Tabellenplatz, was gleichzeitig einen Abstiegsplatz aus der höchsten englischen Spielklasse bedeutete. Obwohl die „Royals“ mit 36 Punkten noch kurz vor Saisonende im Kampf um den Klassenerhalt beteiligt waren, schieden sie aufgrund der schlechteren Tordifferenz gegenüber dem Siebzehnplatzierten FC Fulham, aus der höchsten Liga aus. Der Angreifer absolvierte dabei 34 Meisterschaftspartien und erzielte zehn Tore, was beinahe die Hälfte der insgesamt erzielten Tore seines Teams in dieser Saison darstellte.
Auch im FA Cup 2007/08 schied die Mannschaft bereits früh aus dem Bewerb aus, nachdem gegen Tottenham Hotspur zuerst nur ein 2:2-Remis erreicht wurde und das darauffolgende Entscheidungsspiel mit 0:1 verloren wurde. Eine ähnliche Pleite setzte es im League Cup 2007/08, bei dem der FC Reading nach einer 2:4-Niederlage gegen den FC Liverpool bereits in der dritten Runde ausschied. Kitson war dabei in beiden Spielen seines Teams im Einsatz. Zudem übte Kitson Kritik an seine Mannschaft und meinte, kein Interesse daran zu haben, ob das Team im FA Cup weiterkommt oder nicht.

### Für Rekordtransfersumme zu Stoke City
Am 18. Juli 2008 beschloss Kitson schließlich den Verein zu wechseln und unterschrieb einen gut dotierten Vertrag beim englischen Erstligisten Stoke City. Der Klub aus den Midlands gab für den Transfer des 28-Jährigen eine Rekordsumme von £ 5,5 Millionen aus. Bis heute (April 2010) ist das die höchste Transfersumme, die Stoke City in seiner rund 145-jährigen Geschichte jemals für einen Spieler ausgegeben hat. Nachdem der Mittelstürmer in seinen ersten 16 Ligaspielen für den Erstligisten nicht zum Torerfolg kam und auch im FA Cup bzw. League Cup nicht traf, kamen erste Gerüchte auf, dass Kitson den Verein frühzeitig wieder verlassen könnte, was jedoch rasch vom Vereinsvorstand dementiert wurde. Insgesamt kam der Stürmer in einem Spiel des League Cup 2008/09 zum Einsatz, in dem das Team bis ins Viertelfinale einzog und dort gegen Derby County mit 0:1 ausschied. Im FA Cup 2008/09 ereilte Stoke City ein frühes Ende. Das einzige Spiel der Mannschaft im Bewerb, in dem auch Kitson zum Einsatz kam, wurde mit 0:2 gegen Hartlepool United verloren.
Die Vereinsführung reagierte schließlich auf die ausbleibende Leistung Kitsons und verlieh ihn im März 2009 an seinen ehemaligen Klub, den FC Reading, um dort etwas an Spielpraxis zu sammeln und im gewohnten Umfeld wieder Tore zu erzielen. In Reading fand er wieder zu seiner ehemaligen Torqualität, wobei er in zwölf Ligaspielen zwei Treffer beisteuerte und mit dem Team auf Platz vier der zweiten Liga abschloss. Im Gegensatz dazu erreichte Stoke City in dieser Spielzeit mit dem zwölften Tabellenplatz einen Platz in der zweiten Tabellenhälfte. Etwa zur gleichen Zeit seines leihweisen Wechsels zum FC Reading übte Kitson ein weiteres Mal Kritik, indem er meinte, dass es ein Fehler gewesen sei, zu Stoke City zu wechseln, da er während seiner Zeit in Reading sehr glücklich gewesen sei. Gleichzeitig meinte er, dass er mit dem Wechsel zu Stoke City nur eine neue Herausforderung gesucht habe und gedacht habe, diese beim Klub aus den Midlands zu finden.
Nach seiner Rückkehr am Ende der Saison meinte er zur Spielzeit 2009/10 einen Neuanfang bei Stoke City zu wagen, womit er schließlich am 26. August 2009 belohnt wurde, als er im League-Cup-Spiel gegen Leyton Orient zum ersten Mal für seine Mannschaft traf. Insgesamt drang Stoke City im Bewerb bis ins Achtelfinale vor und schied dort gegen den FC Portsmouth mit 0:4 aus. Auch im FA Cup 2009/10 kam der 1,91 m große Akteur in zwei Spielen zu einem Treffer und schaffte mit dem Team den Einzug ins Viertelfinale, wo das Spiel gegen den derzeitigen (April 2010)  Finalisten FC Chelsea mit 0:2 verloren wurde. Nur drei Tage nachdem er seinen ersten Mannschaftstreffer erzielt hatte, kam er auch in der Liga erstmals für Stoke City zum Torerfolg, als er am 29. August 2009 das spielentscheidende Tor beim 1:0-Heimerfolg über den AFC Sunderland erzielte. Im November 2009 verlor Kitson schließlich seinen angestammten Platz in der Offensive von Stoke City und wurde als eigentlicher Stammspieler durch James Beattie ersetzt und stattdessen für zwei Monate zum Premier-League-Absteiger, dem FC Middlesbrough, verliehen.
Beim Zweitligisten kam er zwischen dem 21. November und dem 20. Dezember in insgesamt sechs Meisterschaftsspielen zum Einsatz und erzielte dabei drei Tore. Nachdem Kitson am 1. Januar 2010 wieder zu seinem Stammverein zurückkehrte, war er nur einige Tage darauf bereits wieder in den Medien, da er kurz vor einem Wechsel zu Celtic Glasgow stand. Jedoch wurde nichts aus dem Wechsel nach Schottland und Kitson verblieb bei Stoke City, bei dem er bis dato (17. April 2010) in 17 Ligaspielen im Einsatz war und dabei zwei Mal zum Torerfolg kam. Während der Spielzeit 2009/10 kam der Angreifer außerdem zu vier Einsätzen im Reserveteam von Stoke City mit Spielbetrieb in der „Premier Reserve League South“.

### Wechsel nach Portsmouth
Kurz vor Ende der Sommertransferperiode 2010 wechselte Kitson gemeinsam mit Liam Lawrence im Tausch für Marc Wilson sowie einer nicht näher genannten Ablösesumme in Richtung des Erstligaabsteigers FC Portsmouth. Sein Debüt für den Premier-League-Absteiger gab er daraufhin am 11. September 2010 in einem Heimspiel gegen Ipswich Town, wo er eine Torchance hatte und in der 83. Spielminute für John Utaka ausgewechselt wurde. In weiterer Folge wurde er in 35 Zweitligapartien eingesetzt, in denen er acht Tore erzielte und weitere fünf für seine Teamkollegen vorbereitete. Im Endklassement der Football League Championship 2010/11 belegte er mit dem Klub aus Portsmouth den 16. Tabellenplatz und konnte in diesem Jahr auch Kurzeinsätze im FA Cup 2010/11 und im League Cup 2010/11 verzeichnen. In der darauffolgenden Spielzeit 2011/12 wurde der hoch gewachsene Mittelstürmer, sowie ehemalige portugiesischen Internationalen und ebenso erfahrene Innenverteidiger Ricardo Rocha von Trainer Steve Cotterill weitgehend vernachlässigt. Während Kitson für einen Zeitraum von fünf Ligaspielen erst gar nicht im offiziellen Kader stand, saß der Portugiese über einen Monat lang ausschließlich auf der Ersatzbank. Erst nach dem Abgang Cotterills zu Nottingham Forest und der Verpflichtung von Michael Appleton als neuen Trainer verbesserte sich die Situation für beide sowie der Zusammenhalt in der Mannschaft. Bis zum Saisonende brachte es Kitson auf eine Bilanz von 33 Ligaauftritte, sowie vier Tore und fünf Assists, konnte jedoch einen weiteren Abstieg, vor allem aufgrund von zehn am 17. Februar 2012 abgezogenen Punkten wegen finanzieller Unregelmäßigkeiten, in die drittklassige Football League One nicht abwenden. Auch in dieser Spielzeit wurde er in je einem Spiel im FA Cup 2011/12 und im League Cup 2011/12 eingesetzt.

### Über Sheffield United und Oxford United zum Karriereende bei Arlesey Town

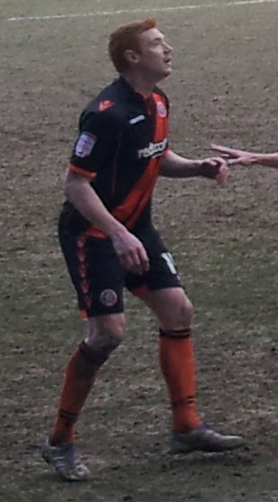
Dave Kitson im Einsatz für Sheffield United (März 2013)

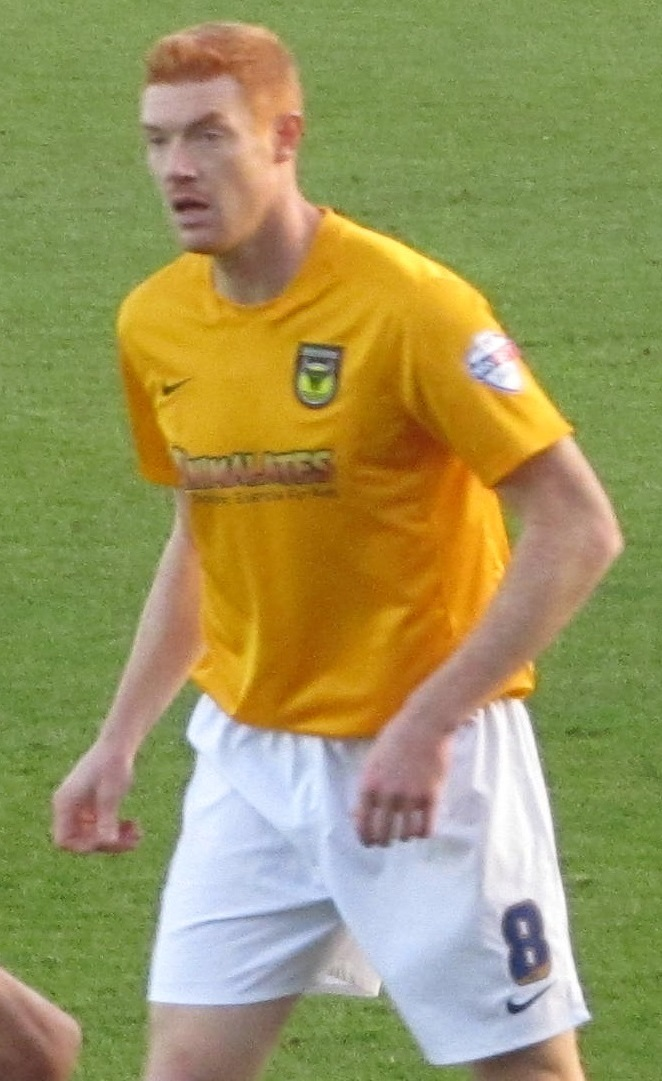
Kitson im Trikot von Oxford United (Dezember 2013)

Am 31. August 2012 verließ Kitson, wie der Großteil der Mannschaft, den kurz vor dem Konkurs stehenden Profiklub und unterschrieb einen Vertrag bis Ende Dezember 2012 bei Sheffield United, der ebenfalls bereits in der League One vertreten war und dort in der vorangegangenen Spielzeit Dritter wurde. Dort gab er am 15. September gegen den FC Bury sein offizielles Pflichtspieldebüt, als er kurz vor Spielende für Darryl Westlake auf den Rasen kam. In weiterer Folge avancierte er vor allem zwischen Ende September und Ende Oktober zu einem offensiv starken Spieler, wobei er in sechs aufeinanderfolgenden Spielen entweder ein Tor erzielte oder eine Torvorlage machte. Während er daraufhin bis Mitte Januar gar nicht mehr im Kader stand, verlängerte er am 16. November seinen zum Jahresende auslaufenden Vertrag mit sofortiger Wirkung bis zum Saisonende und mit der Option auf eine weitere Saison. Eigentlich wollte er jedoch zu diesem Zeitpunkt seine Karriere in den Vereinigten Staaten ausklingen lassen. Bis zum Saisonende 2012/13 entwickelte er sich zusammen mit Nick Blackman zum torgefährlichsten Spieler seines Teams, sowie zu einem Publikumsliebling, der von den Fans zwei Mal zum „Spieler des Monats“ gewählt wurde. Im Gegensatz zu seinem Ex-Klub aus Portsmouth, der nach neuerlichem 10-Punkte-Abzug den Abstieg in die englische Viertklassigkeit antreten musste, erreichte er mit den Sheffield United den fünften Tabellenplatz und einen damit verbundenen Startplatz in den saisonabschließenden Play-offs. In diesen unterlag das Team im Halbfinale dem späteren Aufsteiger Yeovil Town mit einem Gesamtscore von 1:2. Kitson war bis zum Saisonende in 33 Ligapartien im Einsatz, erzielte dabei die bereits erwähnten elf Treffer, sowie drei Assists, und wurde auch in zwei Partien des FA Cup 2012/13 eingesetzt, in denen er einmal gegen seinen späteren Klub Oxford United traf.
Nachdem die Blades den Aufstieg in die Zweitklassigkeit nicht schafften, ließen sie Kitsons Vertrag mit Saisonende auslaufen. Daraufhin unterschrieb Dave Kitson Ende Juni 2013 einen Zweijahresvertrag bei Oxford United aus der Football League Two, der vierthöchsten Spielklasse des Landes. In diesem Jahr wurden auch Gerüchte laut, dass Kitson The Secret Footballer, ein Pseudonym eines angeblichen (Ex-)Premier-League-Spielers, der dem The Guardian Artikel beisteuerte und im Zeitraum von 2012 bis 2014 drei Bücher veröffentlichte, sei. Bei Oxford United kam der Routinier bis zum Saisonende 2013/14 in 32 Ligapartien zum Einsatz, in denen er vier Tore und drei Torvorlagen beisteuerte. Des Weiteren erhielt er im Laufe der Saison die meisten gelben Karten in der Mannschaft und hatte damit mehr wie Verteidiger Tom Newey. Auch im FA Cup 2013/14 trat Kitson vier Mal in Erscheinung und machte dabei unter anderem eine Torvorlage. Zum Saisonende, als Oxford United auf dem achten Platz im Endklassement abschloss, gab der mittlerweile 34-Jährige Mittelstürmer im Juli 2014 sein Karriereende bekannt. Erst Tage zuvor verpflichtete der Verein mit dem Trainer Michael Appleton einen ehemaligen Trainer Kitsons.
Am 15. Dezember 2014 wurde bekanntgegeben, dass Kitson und Nick Ironton den bisherigen Trainer von Arlesey Town, Rufus Brevett, ablösen. Während Ironton ausschließlich als Trainer zum Einsatz kommen sollte, wurde Kitson als spielender Co-Trainer seines ehemaligen Klubs, bei dem er den Sprung in den Profifußball geschafft hatte, vorgestellt. In weiterer Folge kam der Offensivakteur in keinem Spiel des Siebentligisten, der danach in die Achtklassigkeit abstieg, zum Einsatz und verließ mit Ironton im Februar 2015 wieder den Klub.

### Trainer
Am 14. März 2024 wurde Kitson zum Manager der Nationalmannschaft von Nauru und zum internationalen Botschafter ernannt.

## Mögliche Aufnahme in die Nationalmannschaft
Bereits im Jahre 2006 wurde Kitson, der einen irischen Großvater hat, vom damaligen Nationaltrainer Steve Staunton, der ihn zusammen mit Manchester-City-Spieler Stephen Ireland ins irische Nationalteam holen wollte, kontaktiert. Nachdem Kitson dem Angebot Stauntons absagte, wurde er auch vom Cheftrainer der nordirischen Nationalmannschaft kontaktiert, der ihn nach Nordirland holen wollte, obwohl Kitson gar nicht spielberechtigt gewesen wäre. Im Jahre 2008 stand der Angreifer aufgrund seiner guten Leistungen unter Beobachtung der Verantwortlichen der englischen Nationalmannschaft. Obwohl Kitson dabei kurz vor einer Einberufung stand, wurde ihm von England-Cheftrainer Fabio Capello der Aston-Villa-Stürmer Gabriel Agbonlahor vorgezogen.

## Familie / Privates / Sonstiges
Dave Kitson ist verheiratet, seine Frau heißt Claire.
Am 9. Januar 2008 wurde Kitson von der englischen Polizei nur unweit seines Hauses in Shinfield, Berkshire aufgehalten und zum Alkotest gebeten. Da Kitson diesen verweigerte, wurde er von der Polizei angezeigt und zum Amtsgericht von Reading weitergeleitet. Am 18. Januar wurde er vom Amtsgericht Reading zu einer Strafe von £ 1.000 und zur Zahlung von £ 60 Prozesskosten verurteilt. Weiters wurde ihm der Führerschein für 18 Monate entzogen.
Für Kontroversen sorgte Kitson im Dezember 2018, als er in der Radiosendung Talksport behauptete, dass Raheem Sterling aufgrund seines luxuriösen Lebensstils und seiner Eifersucht Rassismus gegenüber seiner Person ausgesetzt war. In den englischen Medien erhielt Kitson dafür durchwegs negative Kritik. Bereits der ihn interviewende Moderator der Live-Sendung nahm ihn hierfür in die Kritik; ebenso der ebenfalls in dieser Sendung zu Gast gewesene damalige Bournemouth-Verteidiger Tyrone Mings.

## Erfolge
- 1× Meister der Football League Championship: 2005/06 (mit einer Rekordpunktezahl von 106)
- bester Zweitligatorschütze des FC Reading (insgesamt)